# Short track na Zimowych Igrzyskach Olimpijskich 2022 – 500 m kobiet
Bieg na 500 m kobiet rozgrywany w ramach short tracku na Zimowych Igrzyskach Olimpijskich 2022 odbył się 5 i 7 lutego w Capital Indoor Stadium w Pekinie.

## Terminarz
| Data     | Konkurencja  | Godzina rozpoczęcia | Godzina rozpoczęcia |
| Data     | Konkurencja  | UTC+08:00           | CET                 |
| -------- | ------------ | ------------------- | ------------------- |
| 5 lutego | Eliminacje   | 19:00               | 12:00               |
| 7 lutego | Ćwierćfinały | 19:30               | 12:30               |
| 7 lutego | Półfinały    | 20:13               | 13:13               |
| 7 lutego | Finał        | 20:41               | 13:41               |

## Rekordy
Rekordy obowiązujące przed rozpoczęciem igrzysk.
| Rekord            | Zawodnik       | Czas   | Miejsce        | Data             |
| ----------------- | -------------- | ------ | -------------- | ---------------- |
| Rekord świata     | Kim Boutin     | 41,936 | Salt Lake City | 3 listopada 2019 |
| Rekord olimpijski | Choi Min-jeong | 42,422 | Gangneung      | 13 lutego 2018   |

## Wyniki

### Eliminacje
| Miejsce | Grupa | Zawodniczka                | Reprezentacja               | Czas     | Uwagi |
| ------- | ----- | -------------------------- | --------------------------- | -------- | ----- |
| 1.      | 1     | Selma Poutsma              | Holandia                    | 43,472   | Q     |
| 2.      | 1     | Florence Brunelle          | Kanada                      | 43,477   | Q     |
| 3.      | 1     | Valentina Aščić            | Chorwacja                   | 44,681   |       |
| 4.      | 1     | Tifany Huot-Marchand       | Francja                     | 54,758   |       |
| 1.      | 2     | Fan Kexin                  | Chińska Republika Ludowa    | 43,275   | Q     |
| 2.      | 2     | Sofija Proswirnowa         | Rosyjski Komitet Olimpijski | 43,331   | Q     |
| 3.      | 2     | Zsófia Kónya               | Węgry                       | 43,905   |       |
| 4.      | 2     | Gwendoline Daudet          | Francja                     | 45,515   |       |
| 1.      | 3     | Kim Boutin                 | Kanada                      | 42,732   | Q     |
| 2.      | 3     | Petra Jászapáti            | Węgry                       | 42,848   | Q     |
| 3.      | 3     | Maame Biney                | Stany Zjednoczone           | 42,919   | q     |
| 4.      | 3     | Kamila Stormowska          | Polska                      | 44,053   |       |
| 1.      | 4     | Suzanne Schulting          | Holandia                    | 42,379   | Q     |
| 2.      | 4     | Alyson Charles             | Kanada                      | 42,991   | Q     |
| 3.      | 4     | Arianna Valcepina          | Włochy                      | 43,070   | q     |
| 4.      | 4     | Jekatierina Jefriemienkowa | Rosyjski Komitet Olimpijski | 43,140   |       |
| 1.      | 5     | Arianna Fontana            | Włochy                      | 42,940   | Q     |
| 2.      | 5     | Zhang Yuting               | Chińska Republika Ludowa    | 43,233   | Q     |
| 3.      | 5     | Michaela Hrůzová           | Czechy                      | 45,060   |       |
| 4.      | 5     | Corinne Stoddard           | Stany Zjednoczone           | -        | DNF   |
| 1.      | 6     | Choi Min-jeong             | Korea Południowa            | 42,853   | Q     |
| 2.      | 6     | Martina Valcepina          | Włochy                      | 43,606   | Q     |
| 3.      | 6     | Patrycja Maliszewska       | Polska                      | 44,130   |       |
| 4.      | 6     | Kathryn Thomson            | Wielka Brytania             | 1:06,594 |       |
| 1.      | 7     | Xandra Velzeboer           | Holandia                    | 42,563   | Q     |
| 2.      | 7     | Qu Chunyu                  | Chińska Republika Ludowa    | 42,691   | Q     |
| 3.      | 7     | Sumire Kikuchi             | Japonia                     | 42,829   | q     |
| 4.      | 7     | Lee Yu-bin                 | Korea Południowa            | 43,141   |       |
| 1.      | 8     | Kristen Santos             | Stany Zjednoczone           | 43,579   | Q     |
| 2.      | 8     | Jelena Sieriogina          | Rosyjski Komitet Olimpijski | 43,605   | Q     |
| 3.      | 8     | Hanne Desmet               | Belgia                      | 43,702   | q     |
| 4.      | 8     | Nikola Mazur               | Polska                      | 43,732   |       |

### Ćwierćfinały
| Miejsce | Grupa | Zawodniczka        | Reprezentacja               | Czas     | Uwagi |
| ------- | ----- | ------------------ | --------------------------- | -------- | ----- |
| 1.      | 1     | Kim Boutin         | Kanada                      | 42,391   | Q     |
| 2.      | 1     | Arianna Valcepina  | Włochy                      | 42,891   | Q     |
| 3.      | 1     | Fan Kexin          | Chińska Republika Ludowa    | 1:03,594 |       |
| 4.      | 1     | Alyson Charles     | Kanada                      | 1:07,206 | ADV   |
| -       | 1     | Florence Brunelle  | Kanada                      |          | DSQ   |
| 1.      | 2     | Petra Jászapáti    | Węgry                       | 43,476   | Q     |
| 2.      | 2     | Jelena Sieriogina  | Rosyjski Komitet Olimpijski | 43,712   | Q     |
| 3.      | 2     | Maame Biney        | Stany Zjednoczone           | 46,099   |       |
| 4.      | 2     | Selma Poutsma      | Holandia                    | 1:07,285 |       |
| -       | 2     | Xandra Velzeboer   | Holandia                    |          | DSQ   |
| 1.      | 3     | Arianna Fontana    | Włochy                      | 42,635   | Q     |
| 2.      | 3     | Hanne Desmet       | Belgia                      | 42,991   | Q     |
| 3.      | 3     | Zhang Yuting       | Chińska Republika Ludowa    | 54,211   | ADV   |
| 4.      | 3     | Choi Min-jeong     | Korea Południowa            | 1:04,939 |       |
| -       | 3     | Sofija Proswirnowa | Rosyjski Komitet Olimpijski |          | DSQ   |
| 1.      | 4     | Suzanne Schulting  | Holandia                    | 42,922   | Q     |
| 2.      | 4     | Qu Chunyu          | Chińska Republika Ludowa    | 43,029   | Q     |
| 3.      | 4     | Sumire Kikuchi     | Japonia                     | 56,092   |       |
| -       | 4     | Kristen Santos     | Stany Zjednoczone           |          | DSQ   |
| -       | 4     | Martina Valcepina  | Włochy                      |          | DSQ   |

### Półfinały
| Miejsce | Grupa | Zawodniczka       | Reprezentacja               | Czas   | Uwagi |
| ------- | ----- | ----------------- | --------------------------- | ------ | ----- |
| 1.      | 1     | Arianna Fontana   | Włochy                      | 42,387 | QA    |
| 2       | 1     | Kim Boutin        | Kanada                      | 42,664 | QA    |
| 3.      | 1     | Jelena Sieriogina | Rosyjski Komitet Olimpijski | 42,685 | QB    |
| 4.      | 1     | Alyson Charles    | Kanada                      | 42,829 | QB    |
| 5.      | 1     | Arianna Valcepina | Włochy                      | 44,044 |       |
| 1.      | 2     | Suzanne Schulting | Holandia                    | 42,475 | QA    |
| 2.      | 2     | Zhang Yuting      | Chińska Republika Ludowa    | 43,196 | QA    |
| 3.      | 2     | Petra Jászapáti   | Węgry                       | 43,198 | QB    |
| 4.      | 2     | Hanne Desmet      | Belgia                      | 55,304 | ADVA  |
| -       | 2     | Qu Chunyu         | Chińska Republika Ludowa    |        | DSQ   |

### Finały

#### Finał B
| Miejsce | Zawodniczka       | Reprezentacja               | Czas   | Uwagi |
| ------- | ----------------- | --------------------------- | ------ | ----- |
| 6.      | Jelena Sieriogina | Rosyjski Komitet Olimpijski | 42,972 |       |
| 7.      | Petra Jászapáti   | Węgry                       | 43,004 |       |
| 8.      | Alyson Charles    | Kanada                      | 43,273 |       |

#### Finał A
| Miejsce | Zawodniczka       | Reprezentacja            | Czas   | Uwagi |
| ------- | ----------------- | ------------------------ | ------ | ----- |
| 01 !    | Arianna Fontana   | Włochy                   | 42,488 |       |
| 02 !    | Suzanne Schulting | Holandia                 | 42,559 |       |
| 03 !    | Kim Boutin        | Kanada                   | 42,724 |       |
| 4.      | Zhang Yuting      | Chińska Republika Ludowa | 42,803 |       |
| 5.      | Hanne Desmet      | Belgia                   | 42,941 |       |